# Nótt

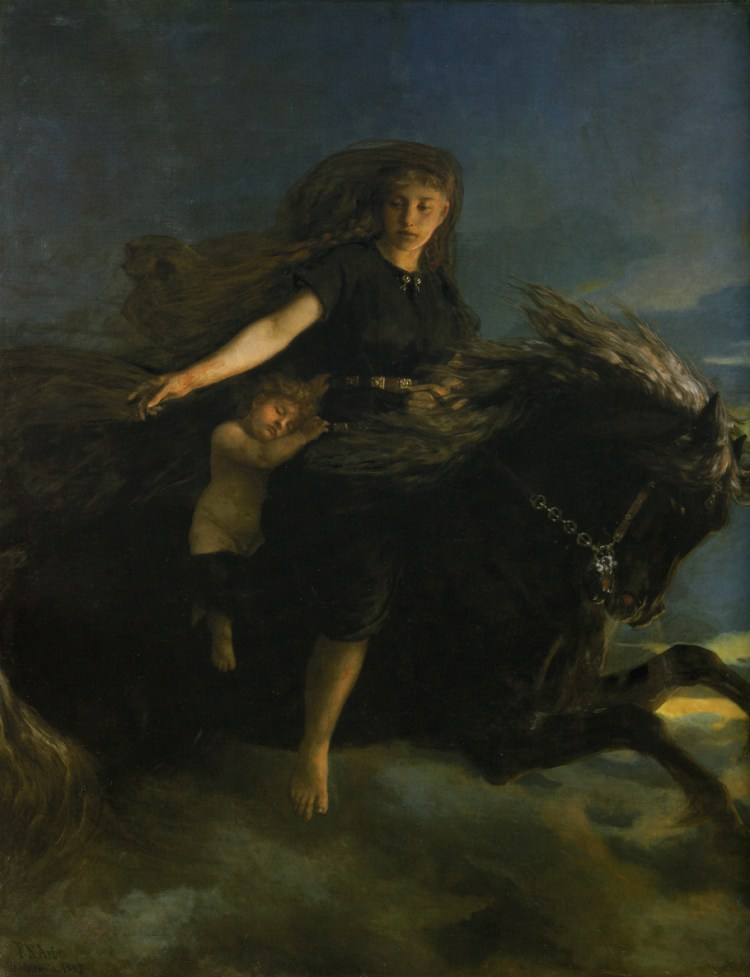
Nott reitet ihr Pferd Hrimfaxi, gemalt von Peter Nicolai Arbo im 19. Jahrhundert

Nótt (altnordisch für „Nacht“), auch Nott, ist in der nordischen Mythologie eine dunkle, schwarze Riesin, die die Nacht personifiziert. Sowohl in der Lieder-Edda als auch in der Snorra-Edda wird sie als Tochter von Narfi gelistet und reitet auf dem Pferd Hrímfaxi, dessen Schaum vom Biss als Tau zur Erde fällt. 
Die Snorra-Edda liefert zusätzliche Details zu ihrer Herkunft und ihren drei Ehen. Nótt vermählte sich zuerst mit Naglfari, dem sie einen Sohn namens Auðr gebar, dann mit Annar („der zweite“, „der andere“), woraus die Erdgöttin Jörðr („Erde“) entstand und schließlich mit Dellingr, mit dem sie den Sohn Dagr („Tag“) hatte.